# Metagonia placida
Metagonia placida là một loài nhện trong họ Pholcidae. Loài này được phát hiện ở México.